# Yánna Angelopoúlou-Daskaláki
Yánna Angelopoúlou-Daskaláki (en grec : Γιάννα Αγγελοπούλου-Δασκαλάκη, née Daskaláki le 12 décembre 1955 à Héraklion en Crète) est une femme d’affaires et femme politique grecque. Elle est connue sur la scène internationale pour avoir présidé le comité organisateur grec des Jeux olympiques de 2004 à Athènes.

## Distinctions et honneurs

### Décorations internationales
- Ordre olympique échelon or (Comité international olympique), le 29 août 2004[1].